# Ed Murphey Classic 2022
Das Ed Murphey Classic 2022 war eine Leichtathletik-Veranstaltung die am 29. und 30. Juli im Leichtathletikstadion der Christian Brothers High School in Memphis im US-Bundesstaat Tennessee stattfand. Es war Teil der World Athletics Continental Tour zählte zu den Silber-Meetings.

## Resultate

### Männer

#### 100 m
| Platz | Athlet          | Land | Zeit (s) |
| ----- | --------------- | ---- | -------- |
| 1     | Kendal Williams | USA  | 10,01    |
| 2     | Josephus Lyles  | USA  | 10,03    |
| 3     | Kyree King      | USA  | 10,04    |
| 4     | Jelani Walker   | JAM  | 10,07    |
| 5     | Brandon Carnes  | USA  | 10,10    |
| 6     | Duan Asemota    | CAN  | 10,22    |
| 7     | Mike Rodgers    | USA  | 10,23    |
| 8     | TJ Brock        | USA  | 10,33    |

Wind: −0,6 m/s

#### 200 m
| Platz | Athlet              | Land | Zeit (s) |
| ----- | ------------------- | ---- | -------- |
| 1     | Andrew Hudson       | JAM  | 20,03    |
| 2     | Kyree King          | USA  | 20,29    |
| 3     | Noah Williams       | USA  | 20,58    |
| 4     | Akeem Sirleaf       | LBR  | 20,66    |
| 5     | Cravont Charleston  | USA  | 20,78    |
| 6     | Marqueze Washington | USA  | 20,84    |
| 7     | Trevor Stewart      | USA  | 20,97    |
| 8     | Chris Royster       | USA  | 21,12    |

Wind: 0,0 m/s

#### 800 m
| Platz | Athlet             | Land | Zeit (min) |
| ----- | ------------------ | ---- | ---------- |
| 1     | Jonah Koech        | USA  | 1:44,95    |
| 2     | Festus Lagat       | KEN  | 1:45,17    |
| 3     | Isaiah Jewett      | USA  | 1:46,15    |
| 4     | Brannon Kidder     | USA  | 1:45,41    |
| 5     | Vincent Crisp      | USA  | 1:46,53    |
| 6     | Edose Ibadin       | NGR  | 1:46,54    |
| 7     | Shane Streich      | USA  | 1:47,25    |
| 8     | Isaiah Harris      | USA  | 1:47,80    |
| 9     | Christian Harrison | USA  | 1:47,86    |
| 10    | Robert Downs       | USA  | 1:59,41    |

#### 1500 m
| Platz | Athlet             | Land | Zeit (min) |
| ----- | ------------------ | ---- | ---------- |
| 1     | Yared Nuguse       | USA  | 3:34,95    |
| 2     | Eric Holt          | USA  | 3:35,80    |
| 3     | John Gregorek      | USA  | 3:36,11    |
| 4     | Samuel Prakel      | USA  | 3:36,17    |
| 5     | Sean McGorty       | USA  | 3:36,67    |
| 6     | Robert Heppenstall | CAN  | 3:36,78    |
| 7     | Jack Anstey        | AUS  | 3:37,44    |
| 8     | Brett Meyer        | USA  | 3:37,65    |
| 9     | Evan Jager         | USA  | 3:37,77    |
| 10    | Kasey Knevelbaard  | USA  | 3:38,78    |
| 11    | Colby Alexander    | USA  | 3:42,62    |
| 12    | Waleed Suliman     | USA  | 3:43,82    |
| 13    | Tayron Reyes       | DOM  | 3:46,95    |
| 14    | Nathanial Riech    | CAN  | 3:49,84    |
| 15    | Vincent Ciattei    | USA  | 3:50,16    |
| 16    | Joel Gomez         | USA  | 3:54,65    |
| 17    | Michael Brannigan  | USA  | 3:58,03    |
| 18    | Thomas Long        | USA  | 4:00,01    |

#### Meile
| Platz | Athlet            | Land | Zeit (min) |
| ----- | ----------------- | ---- | ---------- |
| 1     | Dan McSolla       | USA  | 4:01,76    |
| 2     | Jonathan Schwind  | USA  | 4:02,18    |
| 3     | Matt Cooper       | USA  | 4:05,82    |
| 4     | Jeff Lautenslager | NZL  | 4:07,61    |
| 5     | Ian Ritchie       | USA  | 4:10,44    |
| 6     | Jacob Johns       | USA  | 4:13,43    |

#### 3000 m
| Platz | Athlet                      | Land | Zeit (min) |
| ----- | --------------------------- | ---- | ---------- |
| 1     | Morgan McDonald             | AUS  | 7:49,26    |
| 2     | Charles Philibert-Thiboutot | CAN  | 7:49,86    |
| 3     | Amon Kemboi                 | KEN  | 7:51,13    |
| 4     | Alec Basten                 | USA  | 7:52,87    |
| 5     | Willy Fink                  | USA  | 7:55,83    |
| 6     | Athanas Kioko               | KEN  | 8:00,02    |
| 7     | Austen Dalquist             | USA  | 8:02,27    |
| 8     | Gilbert Boit                | KEN  | 8:04,37    |
| 9     | Craig Lautenslager          | NZL  | 8:07,67    |
| 1ß    | Graham Crawford             | USA  | 8:12,72    |

#### 110 m Hürden
| Platz | Athlet             | Land | Zeit (s) |
| ----- | ------------------ | ---- | -------- |
| 1     | Eric Edwards       | USA  | 13,29    |
| 2     | Robert Dunning     | USA  | 13,29    |
| 3     | Freddie Crittenden | USA  | 13,30    |
| 4     | Jamal Britt        | USA  | 13,31    |
| 4     | Tyler Mason        | JAM  | 13,34    |
| 5     | Michael Dickson    | USA  | 13,48    |
| 7     | Damion Thomas      | JAM  | 13,58    |
| 8     | Max Hairston       | USA  | 13,75    |

Wind: +0,6 m/s

#### Stabhochsprung
| Platz           | Athlet             | Land | Höhe (m) |
| --------------- | ------------------ | ---- | -------- |
| 1               | Matt Ludwig        | USA  | 5,71     |
| 2               | Christopher Nilsen | USA  | 5,61     |
| 3               | Hussein al-Hizam   | KSA  | 5,46     |
| 4               | Austin Miller      | USA  | 5,46     |
| 5               | KC Lightfoot       | USA  | 5,31     |
|                 | Andrew Irwin       | USA  | NMH      |
| Deakin Volz     | USA                | NMH  |          |
| Nate Richartz   | USA                | NMH  |          |
| Clayton Fritsch | USA                | NMH  |          |
| Jacob Wooten    | USA                | NMH  |          |

#### Dreisprung
| Platz | Athlet            | Land | Weite (m) |
| ----- | ----------------- | ---- | --------- |
| 1     | Chengetayi Mapaya | ZIM  | 16,39     |
| 2     | Chris Carter      | USA  | 16,20     |
| 3     | Omar Craddock     | USA  | 16,09     |
| 4     | Isaiah Griffith   | USA  | 15,99     |

#### Kugelstoßen
| Platz | Athletin         | Land | Weite (m) |
| ----- | ---------------- | ---- | --------- |
| 1     | Joe Kovacs       | USA  | 21,88     |
| 2     | Adrian Piperi    | USA  | 21,37     |
| 3     | Darell Hill      | USA  | 21,32     |
| 4     | Roger Steen      | USA  | 21,03     |
| 5     | Nick Ponzio      | ITA  | 20,59     |
| 6     | Eric Favors      | IRL  | 20,42     |
| 7     | Andrew Liskowitz | USA  | 20,18     |
| 8     | T'Mond Johnson   | USA  | 20,10     |
| 9     | Lucas Warning    | USA  | 18,42     |

### Frauen

#### 100 m
| Platz | Athlet          | Land | Zeit (s) |
| ----- | --------------- | ---- | -------- |
| 1     | Twanisha Terry  | USA  | 10,82 PB |
| 2     | Tamari Davis    | USA  | 10,83    |
| 3     | Shania Collins  | USA  | 10,92 PB |
| 4     | Kiara Parker    | USA  | 11,05    |
| 5     | Kayla White     | USA  | 11,07    |
| 6     | Cambrea Sturgis | USA  | 11,11    |
| 7     | Teahna Daniels  | USA  | 11,13    |
| 8     | Murielle Ahouré | CIV  | 11,13    |
| 9     | Shannon Ray     | USA  | 11,13    |

Wind: +0,6 m/s

#### 400 m
| Platz | Athlet               | Land | Zeit (s) |
| ----- | -------------------- | ---- | -------- |
| 1     | Kaylin Whitney       | USA  | 51,17    |
| 2     | Shania Collins       | USA  | 51,67    |
| 3     | Courtney Okolo       | USA  | 51,71    |
| 4     | Jaide Stepter Baynes | USA  | 51,79    |
| 5     | Gabby Scott          | PUR  | 52,15    |
| 6     | Shakima Wimbley      | USA  | 52,24    |
| 7     | Shafiqua Maloney     | VIN  | 52,35    |
| 8     | Kyra Jefferson       | USA  | 52,53    |

Zusammenfassung der besten acht aus zwei Finalläufen

#### 800 m
| Platz                         | Athlet                | Land | Zeit (min) |
| ----------------------------- | --------------------- | ---- | ---------- |
| 1                             | Nia Akins             | USA  | 1:58,78    |
| 2                             | Olivia Baker          | USA  | 1:59,44    |
| 3                             | Heather MacLean       | USA  | 1:59,80    |
| 4                             | Brenna Detra          | USA  | 2:00,11    |
| 5                             | Emily Brooks-Richards | USA  | 2:00,20    |
| 6                             | Laurie Barton         | USA  | 2:00,94    |
| 7                             | Samantha Watson       | USA  | 2:00,99    |
| 8                             | Hanna Green           | USA  | 2:02,64    |
|                               | Addy Townsend         | CAN  | DNF        |
| Charlene Lipsey (Pacemakerin) | USA                   | DNF  |            |

#### 1500 m
| Platz                  | Athlet             | Land | Zeit (min) |
| ---------------------- | ------------------ | ---- | ---------- |
| 1                      | Sage Hurta         | USA  | 4:01,79    |
| 2                      | Marta Pen          | POR  | 4:03,79    |
| 3                      | Allie Wilson       | USA  | 4:04,02    |
| 4                      | Josette Norris     | USA  | 4:05,34    |
| 5                      | Carina Viljoen     | RSA  | 4:08,36    |
| 6                      | Gabrielle Jennings | USA  | 4:08,63    |
| 7                      | Molly Sughroue     | USA  | 4:98,83    |
| 8                      | Christina Aragon   | USA  | 4:10,30    |
| 9                      | Alexandra Lucki    | CAN  | 4:13,83    |
| 10                     | Katie Mackey       | USA  | 4:21,77    |
|                        | Rebecca Mehra      | USA  | DNF        |
| Helen Schlachtenhaufen | USA                | DNF  |            |

#### 3000 m
| Platz         | Athletin           | Land | Zeit (min) |
| ------------- | ------------------ | ---- | ---------- |
| 1             | Elly Henes         | USA  | 8:48,06    |
| 2             | Florencia Borelli  | ARG  | 8:53,89    |
| 3             | Susan Lokayo Ejore | KEN  | 8:55,25    |
| 4             | Belén Casetta      | ARG  | 8:55,96    |
| 5             | Katie Rainsberger  | USA  | 8:56,65    |
| 6             | Regan Yee          | CAN  | 8:58,31    |
|               | Katrina Coogan     | USA  | DNF        |
| Kaela Edwards | USA                | DNF  |            |

#### 100 m Hürden
| Platz | Athlet              | Land | Zeit (s) |
| ----- | ------------------- | ---- | -------- |
| 1     | Alaysha Johnson     | USA  | 12,43    |
| 2     | Tia Jones           | USA  | 12,52    |
| 3     | Gabriele Cunningham | USA  | 12,60    |
| 4     | Tonea Marshall      | USA  | 12,77    |
| 5     | Mariam Abdul-Rashid | CAN  | 12,82    |
| 6     | Jade Barber         | USA  | 13,01    |
| 7     | Paola Vázquez       | PUR  | 13,32    |

Wind: +2,0 m/s

#### Stabhochsprung
| Platz | Athletin         | Land | Höhe (m) |
| ----- | ---------------- | ---- | -------- |
| 1     | Bridget Williams | USA  | 4,60     |
| 2     | Emily Grove      | USA  | 4,50     |
| 3     | Kristen Brown    | USA  | 4,40     |
| 4     | Marissa Kalsey   | USA  | 4,40     |
| 5     | Sydney Walter    | USA  | 4,30     |
| 6     | Rachel Baxter    | USA  | 4,15     |
| 7     | Jill Marois      | USA  | 4,15     |
|       | Robin Bone       | CAN  | NMH      |

#### Kugelstoßen
| Platz | Athletin        | Land | Weite (m) |
| ----- | --------------- | ---- | --------- |
| 1     | Jessica Woodard | USA  | 18,76     |
| 2     | Jessica Ramsey  | USA  | 17,86     |
| 3     | Portious Warren | TTO  | 16,97     |